# لیسا ویتینگ
لیسا ویتینگ (به انگلیسی: Lisa Vitting) (زادهٔ ۹ ژوئیهٔ ۱۹۹۱) شناگر اهل آلمان است.